# Erycia longicornis
Erycia longicornis är en tvåvingeart som beskrevs av Belanovsky 1931. Erycia longicornis ingår i släktet Erycia och familjen parasitflugor. Inga underarter finns listade i Catalogue of Life.